# Hahnville
Hahnville è un census-designated place (CDP) degli Stati Uniti d'America, situato nello stato della Louisiana, in particolare nella parrocchia di St. Charles, della quale è il capoluogo.